# Natação nos Jogos Olímpicos de Verão de 1984
A natação nos Jogos Olímpicos de Verão de 1984 foi realizada em Los Angeles, nos Estados Unidos, com 29 eventos disputados.
Com a ausência da União Soviética e do bloco comunista, que boicotou esta Olimpíada, os Estados Unidos conquistaram 20 dos 29 ouros disponíveis na natação.

## Eventos da natação
Masculino: 100 metros livre | 200 metros livre | 400 metros livre | 1500 metros livre | 100 metros costas | 200 metros costas | 100 metros peito | 200 metros peito | 100 metros borboleta | 200 metros borboleta | 400 metros medley | 400 metros medley | 4x100 metros livre | 4x200 metros livre | 4x100 metros medley
Feminino: 100 metros livre | 200 metros livre | 400 metros livre | 800 metros livre | 100 metros costas | 200 metros costas | 100 metros peito | 200 metros peito | 100 metros borboleta | 200 metros borboleta | 200 metros medley | 400 metros medley | 4x100 metros livre | 4x100 metros medley

## Masculino

### 100 metros livre masculino
| Pos. | País                 | Atletas        | Tempo |
| ---- | -------------------- | -------------- | ----- |
|      | Estados Unidos (USA) | Rowdy Gaines   | 49s80 |
|      | Austrália (AUS)      | Mark Stockwell | 50s24 |
|      | Suécia (SWE)         | Per Johansson  | 50s31 |

Final:
1. USA Rowdy Gaines, 49.80
2. AUS Mark Stockwell, 50.24
3. SWE Per Johansson, 50.31
4. USA Michael Heath, 50.41
5. SUI Dano Halsall, 50.50
6. VEN Alberto Mestre Sosa, 50.70

1. FRA Stéphan Caron, 50.70

1. FRG Dirk Korthals, 50.93

### 200 metros livre masculino
| Pos. | País                     | Atletas        | Tempo   |
| ---- | ------------------------ | -------------- | ------- |
|      | Alemanha Ocidental (FRG) | Michael Gross  | 1m47s44 |
|      | Estados Unidos (USA)     | Michael Heath  | 1m49s10 |
|      | Alemanha Ocidental (FRG) | Thomas Fahrner | 1m49s69 |

Final:
1. FRG Michael Gross, 1:47.44 (WR)
2. USA Michael Heath, 1:49.10
3. FRG Thomas Fahrner, 1:49.69
4. USA Jeffrey Float, 1:50.18
5. VEN Alberto Mestre Sosa, 1:50.23
6. NED Frank Drost, 1:51.62
7. ITA Marco Dell'Uomo, 1:52.20
8. AUS Peter Dale, 1:53.84

### 400 metros livre masculino
| Pos. | País                 | Atletas        | Tempo   |
| ---- | -------------------- | -------------- | ------- |
|      | Estados Unidos (USA) | George DiCarlo | 3m51s23 |
|      | Estados Unidos (USA) | John Mykkanen  | 3m51s49 |
|      | Austrália (AUS)      | Justin Lemberg | 3m51s79 |

Final:
1. USA George DiCarlo, 3:51.23
2. USA John Mykkanen, 3:51.49
3. AUS Justin Lemberg, 3:51.79
4. FRG Stefan Pfeiffer, 3:52.91
5. FRA Franck Iacono, 3:54.58
6. YUG Darjan Petric, 3:54.88
7. ITA Marco Dell'Uomo, 3:55.44
8. AUS Ron McKeon, 3:55.48

### 1500 metros livre masculino
| Pos. | País                     | Atletas         | Tempo    |
| ---- | ------------------------ | --------------- | -------- |
|      | Estados Unidos (USA)     | Michael O'Brien | 15m05s20 |
|      | Estados Unidos (USA)     | George DiCarlo  | 15m10s59 |
|      | Alemanha Ocidental (FRG) | Stefan Pfeiffer | 15m12s77 |

Final:
1. USA Michael O'Brien, 15:05.20
2. USA George DiCarlo, 15:10.59
3. FRG Stefan Pfeiffer, 15:12.77
4. FRG Rainer Henkel, 15:20.03
5. FRA Franck Iacono, 15:26.96
6. ITA Stefano Grandi, 15:28.58
7. CAN David Shemitt, 15:31.28
8. AUS Wayne Shillington, 15:38.18

### 100 metros costas masculino
| Pos. | País                 | Atletas     | Tempo |
| ---- | -------------------- | ----------- | ----- |
|      | Estados Unidos (USA) | Rick Carey  | 55s79 |
|      | Estados Unidos (USA) | Dave Wilson | 56s35 |
|      | Canadá (CAN)         | Mike West   | 56s49 |

Final:
1. USA Rick Carey, 55.79
2. USA Dave Wilson, 56.35
3. CAN Mike West, 56.49
4. NZL Gary Hurring, 56.90
5. AUS Mark Kerry, 57.18
6. SWE Bengt Baron, 57.34
7. CAN Sandy Goss, 57.46
8. NED Hans Kroes, 58.07

### 200 metros costas masculino
| Pos. | País                 | Atletas           | Tempo   |
| ---- | -------------------- | ----------------- | ------- |
|      | Estados Unidos (USA) | Rick Carey        | 2m00s23 |
|      | França (FRA)         | Frédéric Delcourt | 2m01s75 |
|      | Canadá (CAN)         | Cameron Henning   | 2m02s37 |

Final:
1. USA Rick Carey, 2:00.23
2. FRA Frédéric Delcourt, 2:01.75
3. CAN Cameron Henning, 2:02.37
4. BRA Ricardo Prado, 2:03.05
5. NZL Gary Hurring, 2:03.10
6. FRG Nicolai Klapkarek, 2:03.95
7. ESP Ricardo Aldabe, 2:04.53
8. AUS David Orbell, 2:04.67

### 100 metros peito masculino
| Pos. | País                 | Atletas         | Tempo   |
| ---- | -------------------- | --------------- | ------- |
|      | Estados Unidos (USA) | Steve Lundquist | 1m01s65 |
|      | Canadá (CAN)         | Victor Davis    | 1m01s99 |
|      | Austrália (AUS)      | Peter Evans     | 1m02s97 |

Final:
1. USA Steve Lundquist, 1:01.65 (WR)
2. CAN Victor Davis, 1:01.99
3. AUS Peter Evans, 1:02.97
4. GBR Adrian Moorhouse, 1:03.25
5. USA John Moffet, 1:03.29
6. AUS Brett Stocks, 1:03.49
7. FRG Gerald Morken, 1:03.95
8. ITA Raffaele Avagnano, 1:04.11

### 200 metros peito masculino
| Pos. | País            | Atletas        | Tempo   |
| ---- | --------------- | -------------- | ------- |
|      | Canadá (CAN)    | Victor Davis   | 2m14s34 |
|      | Austrália (AUS) | Glenn Beringen | 2m15s79 |
|      | Suíça (SUI)     | Étienne Dagon  | 2m17s41 |

Final:
1. CAN Victor Davis, 2:14.34 (WR)
2. AUS Glenn Beringen, 2:15.79
3. SUI Étienne Dagon, 2:17.41
4. USA Richard Schroeder, 2:18.03
5. CAN Ken Fitzpatrick, 2:18.86
6. COL Pablo Restrepo, 2:18.96
7. POR Alexandre Yokochi, 2:20.69
8. ITA Marco del Prete, DSQ

### 100 metros borboleta masculino
| Pos. | País                     | Atletas        | Tempo |
| ---- | ------------------------ | -------------- | ----- |
|      | Alemanha Ocidental (FRG) | Michael Gross  | 53s08 |
|      | Estados Unidos (USA)     | Pablo Morales  | 53s23 |
|      | Austrália (AUS)          | Glenn Buchanan | 53s85 |

Final:
1. FRG Michael Gross, 53.08 (WR)
2. USA Pablo Morales, 53.23
3. AUS Glenn Buchanan, 53.85
4. VEN Rafael Vidal, 54.27
5. GBR Andrew Jameson, 54.28
6. NZL Anthony Mosse, 54.93
7. FRG Andreas Behrend, 54.95
8. SWE Bengt Baron, 55.14

### 200 metros borboleta masculino
| Pos. | País                     | Atletas       | Tempo   |
| ---- | ------------------------ | ------------- | ------- |
|      | Austrália (AUS)          | Jon Sieben    | 1m57s04 |
|      | Alemanha Ocidental (FRG) | Michael Gross | 1m57s40 |
|      | Venezuela (VEN)          | Rafael Vidal  | 1m57s51 |

Final:
1. AUS Jon Sieben, 1:57.04 (WR)
2. FRG Michael Gross, 1:57.40
3. VEN Rafael Vidal, 1:57.51
4. USA Pablo Morales, 1:57.75
5. NZL Anthony Mosse, 1:58.75
6. CAN Tom Ponting, 1:59.37
7. CAN Peter Ward, 2:00.39
8. USA Patrick Kennedy, 2:01.03

### 200 metros medley masculino
| Pos. | País                 | Atletas       | Tempo   |
| ---- | -------------------- | ------------- | ------- |
|      | Canadá (CAN)         | Alex Baumann  | 2m01s42 |
|      | Estados Unidos (USA) | Pablo Morales | 2m03s05 |
|      | Grã-Bretanha (GBR)   | Neil Cochran  | 2m04s38 |

Final:
1. CAN Alex Baumann, 2:01.42 (WR)
2. USA Pablo Morales, 2:03.05
3. GBR Neil Cochran, 2:04.38
4. GBR Robin Brew, 2:04.52
5. USA Steve Lundquist, 2:04.91
6. JAM Andrew Phillips, 2:05.60
7. FRG Nikolai Klapkarek, 2:05.88
8. FRG Ralf Diegel, 2:06.66

### 400 metros medley masculino
| Pos. | País            | Atletas       | Tempo   |
| ---- | --------------- | ------------- | ------- |
|      | Canadá (CAN)    | Alex Baumann  | 4m17s41 |
|      | Brasil (BRA)    | Ricardo Prado | 4m18s45 |
|      | Austrália (AUS) | Rob Woodhouse | 4m20s50 |

Final:
1. CAN Alex Baumann, 4:17.41 (WR)
2. BRA Ricardo Prado, 4:18.45
3. AUS Rob Woodhouse, 4:20.50
4. USA Jesse Vassallo, 4:21.46
5. ITA Maurizio Divano, 4:22.76
6. USA Jeff Kostoff, 4:23.28
7. GBR Stephen Poulter, 4:25.80
8. ITA Giovanni Francheschi, 4:26.05

### 4x100 metros livre masculino
| Pos. | País                 | Atletas                                                | Tempo   |
| ---- | -------------------- | ------------------------------------------------------ | ------- |
|      | Estados Unidos (USA) | Chris Cavanaugh Michael Heath Matt Biondi Rowdy Gaines | 3m19s03 |
|      | Austrália (AUS)      | Greg Fasala Neil Brooks Michael Delany Mark Stockwell  | 3m19s68 |
|      | Suécia (SWE)         | Thomas Lejdström Per Johansson Bengt Baron Mikael Örn  | 3m22s69 |

Final:
1. Estados Unidos (Chris Cavanaugh, Michael Heath, Matt Biondi, Rowdy Gaines), 3:19.03 (WR)
2. Austrália (Greg Fasala, Neil Brooks, Michael Delany, Mark Stockwell), 3:19.68
3. Suécia (Thomas Lejdström, Per Johansson, Bengt Baron, Mikael Örn), 3:22.69
4. Alemanha Ocidental (Dirk Korthals, Andreas Schmidt, Alexander Schowika, Michael Gross), 3:22.98
5. Reino Unido (David Lowe, Roland Lee, Paul Easter, Richard Burrell), 3:23.61
6. França (Stéphan Caron, Laurent Neuville, Dominique Bataille, Bruno Lesaffre), 3:24.63
7. Canadá (David Churchill, Blair Hicken, Alex Baumann, Sandy Goss), 3:24.70
8. Itália (Marcello Guarducci, Marco Colombo, Metello Savino, Fabrizio Rampazzo), 3:24.97

### 4x200 metros livre masculino
| Pos. | País                     | Atletas                                                       | Tempo   |
| ---- | ------------------------ | ------------------------------------------------------------- | ------- |
|      | Estados Unidos (USA)     | Michael Heath David Larson Jeff Float Lawrence Hayes          | 7m15s69 |
|      | Alemanha Ocidental (FRG) | Thomas Fahrner Dirk Korthals Alexander Schowtka Michael Gross | 7m15s73 |
|      | Grã-Bretanha (GBR)       | Neil Cochran Paul Easter Paul Howe Andrew Astbury             | 7m24s78 |

Final:
1. Estados Unidos (Michael Heath, David Larson, Jeff Float, Lawrence Hayes), 7:15.69 (WR)
2. Alemanha Ocidental (Thomas Fahrner, Dirk Korthals, Alexander Schowika, Michael Gross), 7:15.73
3. Reino Unido (Neil Cochran, Paul Easter, Paul Howe, Andrew Astbury), 7:24.78
4. Austrália (Peter Dale, Justin Lemberg, Ron McKeon, Graeme Brewer), 7:25.63
5. Canadá (Sandy Goss, Wayne Kelly, Peter Szmidt, Alex Baumann), 7:26.51
6. Suécia (Michael Söderlund, Tommy Werner, Anders Holmertz, Thomas Lejdström), 7:26.53
7. Países Baixos (Hans Kroes, Peter Drost, Edsard Schlingemann, Frank Drost), 7:26.72
8. França (Stéphan Caron, Dominique Bataille, Michel Pou, Pierre Andraca), 7:30.16

### 4x100 metros medley masculino
| Pos. | País                 | Atletas                                               | Tempo   |
| ---- | -------------------- | ----------------------------------------------------- | ------- |
|      | Estados Unidos (USA) | Rick Carey Steve Lundquist Pablo Morales Rowdy Gaines | 3m39s30 |
|      | Canadá (CAN)         | Mike West Victor Davis Tom Ponting Sandy Goss         | 3m43s23 |
|      | Austrália (AUS)      | Mark Kerry Peter Evans Glenn Buchanan Mark Stockwell  | 3m43s25 |

Final:
1. Estados Unidos (Rick Carey, Steve Lundquist, Pablo Morales, Rowdy Gaines), 3:39.30 (WR)
2. Canadá (Mike West, Victor Davis, Tom Ponting, Sandy Goss), 3:43.23
3. Austrália (Mark Kerry, Peter Evans, Glen Buchanan, Mark Stockwell), 3:43.25
4. Alemanha Ocidental (Stefan Peter, Gerald Mörken, Michael Gross, Dirk Korthals), 3:44.26
5. Suécia (Bengt Baron, Peter Berggren, Thomas Lejdström, Per Johansson), 3:47.13
6. Reino Unido (Neil Harper, Adrian Moorhouse, Andy Jameson, Richard Burrell), 3:47.39
7. Suíça (Patrick Ferland, Etienne Dagon, Theophile David, Dano Halsall), 3:47.93
8. Japão (Daichi Suzuki, Shigehiro Takahashi, Taihei Saka, Hiroshi Sakamoto), DSQ

## Feminino

### 100 metros livre feminino
| Pos. | País                 | Atletas              | Tempo |
| ---- | -------------------- | -------------------- | ----- |
|      | Estados Unidos (USA) | Carrie Steinseifer   | 55s92 |
|      | Estados Unidos (USA) | Nancy Hogshead       | 55s92 |
|      | -                    | nenhum               | -     |
|      | Países Baixos (NED)  | Annemarie Verstappen | 56s08 |

Final:
1. USA Carrie Steinseifer, 55.92

1. USA Nancy Hogshead, 55.92

1. NED Annemarie Verstappen, 56.08
2. NED Conny van Bentum, 56.43
3. AUS Michelle Pearson, 56.83
4. FRG Suzanne Schuster, 56.90
5. GBR June Croft, 57.11
6. AUS Angela Russel, 58.09

### 200 metros livre feminino
| Pos. | País                 | Atletas              | Tempo   |
| ---- | -------------------- | -------------------- | ------- |
|      | Estados Unidos (USA) | Mary Wayte           | 1m59s23 |
|      | Estados Unidos (USA) | Cynthia Woodhead     | 1m59s50 |
|      | Países Baixos (NED)  | Annemarie Verstappen | 1m59s69 |

Final:
1. USA Mary Wayte, 1:59.23
2. USA Cynthia Woodhead, 1:59.50
3. NED Annemarie Verstappen, 1:59.69
4. AUS Michelle Pearson, 1:59.79
5. NED Conny van Bentum, 2:00.59
6. GBR June Croft, 2:00.64
7. FRG Ina Beyermann, 2:01.89
8. AUS Anna McVann, 2:02.87

### 400 metros livre feminino
| Pos. | País                 | Atletas          | Tempo   |
| ---- | -------------------- | ---------------- | ------- |
|      | Estados Unidos (USA) | Tiffany Cohen    | 4m07s10 |
|      | Grã-Bretanha (GBR)   | Sarah Hardcastle | 4m10s29 |
|      | Grã-Bretanha (GBR)   | June Croft       | 4m11s49 |

Final:
1. USA Tiffany Cohen, 4:07.10
2. GBR Sarah Hardcastle, 4:10.29
3. GBR June Croft, 4:11.49
4. USA Kimbely Linehan, 4:12.26
5. AUS Anna McVann, 4:13.95
6. NED Jolande van der Meer, 4:16.05
7. FRG Birgit Kowalczik, 4:16.33
8. CAN Julie Daigneault, 4:16.41

### 800 metros livre feminino
| Pos. | País                 | Atletas            | Tempo   |
| ---- | -------------------- | ------------------ | ------- |
|      | Estados Unidos (USA) | Tiffany Cohen      | 8m24s95 |
|      | Estados Unidos (USA) | Michele Richardson | 8m30s73 |
|      | Grã-Bretanha (GBR)   | Sarah Hardcastle   | 8m32s63 |

Final:
1. USA Tiffany Cohen, 8:24.95
2. USA Michele Richardson, 8:30.73
3. GBR Sarah Hardcastle, 8:32.63
4. AUS Anna McVann, 8:37.94
5. ITA Carla Lasi, 8:42.45
6. NED Jolande van der Meer, 8:42.86
7. ITA Monica Olmi, 8:47.32
8. CAN Karen Ward, 8:48.12

### 100 metros costas feminino
| Pos. | País                 | Atletas          | Tempo   |
| ---- | -------------------- | ---------------- | ------- |
|      | Estados Unidos (USA) | Theresa Andrews  | 1m02s55 |
|      | Estados Unidos (USA) | Betsy Mitchell   | 1m02s63 |
|      | Países Baixos (NED)  | Jolanda de Rover | 1m02s91 |

Final:
1. USA Theresa Andrews, 1:02.55
2. USA Betsy Mitchell, 1:02.63
3. NED Jolanda de Rover, 1:02.91
4. ROU Carmen Bunaciu, 1:03.21
5. ROU Aneta Pátráscoiu, 1:03.29
6. FRG Svenja Schlicht, 1:03.46
7. GBR Beverly Rose, 1:04.16
8. NZL Carmel Clark, 1:04.47

### 200 metros costas feminino
| Pos. | País                 | Atletas          | Tempo   |
| ---- | -------------------- | ---------------- | ------- |
|      | Países Baixos (NED)  | Jolanda de Rover | 2m12s38 |
|      | Estados Unidos (USA) | Amy White        | 2m13s04 |
|      | Romênia (ROM)        | Aneta Patrascoiu | 2m13s29 |

Final:
1. NED Jolanda de Rover, 2:12.38
2. USA Amy White, 2:13.04
3. ROU Aneta Pátráscoiu, 2:13.29
4. AUS Georgina Parkes, 2:14.37
5. USA Tori Trees, 2:15.73
6. FRG Svenja Schlicht, 2:15.93
7. ROU Carmen Bunaciu, 2:16.15
8. NZL Carmel Clark, 2:17.89

### 100 metros peito feminino
| Pos. | País                | Atletas            | Tempo   |
| ---- | ------------------- | ------------------ | ------- |
|      | Países Baixos (NED) | Petra van Staveren | 1m09s88 |
|      | Canadá (CAN)        | Anne Ottenbrite    | 1m10s69 |
|      | França (FRA)        | Catherine Poirot   | 1m10s70 |

Final:
1. NED Petra van Staveren, 1:09.88
2. CAN Anne Ottenbrite, 1:10.69
3. FRA Catherine Poirot, 1:10.70
4. USA Tracy Caulkins, 1:10.88
5. SWE Eva-Marie Hakansson, 1:11.14
6. JPN Hiroko Nagasaki, 1:11.33
7. USA Susan Rapp, 1:11.45
8. GBR Jean Hill, 1:11.82

### 200 metros peito feminino
| Pos. | País                 | Atletas          | Tempo   |
| ---- | -------------------- | ---------------- | ------- |
|      | Canadá (CAN)         | Anne Ottenbrite  | 2m30s38 |
|      | Estados Unidos (USA) | Susan Rapp       | 2m31s15 |
|      | Bélgica (BEL)        | Ingrid Lempereur | 2m31s40 |

Final:
1. CAN Anne Ottenbrite, 2:30.38
2. USA Susan Rapp, 2:31.15
3. BEL Ingrid Lempereur, 2:31.40
4. JPN Hiroko Nagasaki, 2:32.93
5. AUS Sharon Kellett, 2:33.60
6. FRG Ute Hasse, 2:33.82
7. GBR Susannah Brownsdon, 2:35.07
8. USA Kimberly Rhodenbaugh, 2:35.51

### 100 metros borboleta feminino
| Pos. | País                     | Atletas         | Tempo   |
| ---- | ------------------------ | --------------- | ------- |
|      | Estados Unidos (USA)     | Mary T. Meagher | 59s26   |
|      | Estados Unidos (USA)     | Jenna Johnson   | 1m00s19 |
|      | Alemanha Ocidental (FRG) | Karin Seick     | 1m01s36 |

Final:
1. USA Mary T. Meagher, 59.26
2. USA Jenna Johnson, 1:00.19
3. FRG Karin Seick, 1:01.36
4. NED Annemarie Verstappen, 1:01.56
5. CAN Michelle Pearson, 1:01.58
6. AUS Janet Tibbits, 1:01.78
7. NED Conny van Bentum, 1:01.94
8. FRG Ina Beyermann, 1:02.11

### 200 metros borboleta feminino
| Pos. | País                     | Atletas         | Tempo   |
| ---- | ------------------------ | --------------- | ------- |
|      | Estados Unidos (USA)     | Mary T. Meagher | 2m06s90 |
|      | Austrália (AUS)          | Karen Phillips  | 2m10s56 |
|      | Alemanha Ocidental (FRG) | Ina Beyermann   | 2m11s91 |

Final:
1. USA Mary T. Meagher, 2:06.90
2. AUS Karen Phillips, 2:10.56
3. FRG Ina Beyermann, 2:11.91
4. USA Nancy Hogshead, 2:11.98
5. GBR Samantha Purvis, 2:12.33
6. JPN Naoko Kume, 2:12.57
7. AUT Sonja Hausladen, 2:15.38
8. NED Conny van Bentum, 2:17.39

### 200 metros medley feminino
| Pos. | País                 | Atletas          | Tempo   |
| ---- | -------------------- | ---------------- | ------- |
|      | Estados Unidos (USA) | Tracy Caulkins   | 2m12s64 |
|      | Estados Unidos (USA) | Nancy Hogshead   | 2m15s17 |
|      | Austrália (AUS)      | Michelle Pearson | 2m15s92 |

Final:
1. USA Tracy Caulkins, 2:12.64
2. USA Nancy Hogshead, 2:15.17
3. AUS Michelle Pearson, 2:15.92
4. AUS Lisa Curry, 2:16.75
5. FRG Christiane Pielke, 2:17.82
6. ITA Manuela Dalla Valle, 2:19.69
7. FRG Petra Zindler, 2:19.86
8. NOR Katrine Bomstad, 2:20.48

### 400 metros medley feminino
| Pos. | País                     | Atletas          | Tempo   |
| ---- | ------------------------ | ---------------- | ------- |
|      | Estados Unidos (USA)     | Tracy Caulkins   | 4m39s24 |
|      | Austrália (AUS)          | Suzanne Landells | 4m48s30 |
|      | Alemanha Ocidental (FRG) | Petra Zindler    | 4m48s57 |

Final:
1. USA Tracy Caulkins, 4:39.24
2. AUS Suzanne Landells, 4:48.30
3. FRG Petra Zindler, 4:48.57
4. USA Susan Heon, 4:49.41
5. CAN Nathalie Gingras, 4:50.55
6. CAN Donna McGinnis, 4:50.65
7. GBR Gaynor Stanley, 4:52.83
8. NOR Katrine Bomstad, 4:53.28

### 4x100 metros livre feminino
| Pos. | País                     | Atletas                                                         | Tempo   |
| ---- | ------------------------ | --------------------------------------------------------------- | ------- |
|      | Estados Unidos (USA)     | Jenna Johnson Carrie Steinseifer Dara Torres Nancy Hogshead     | 3m43s43 |
|      | Países Baixos (NED)      | Annemarie Verstappen Desi Reijers Elles Voskes Conny van Bentum | 3m44s40 |
|      | Alemanha Ocidental (FRG) | Iris Zscherpe Susanne Schuster Christiane Pielke Karin Seick    | 3m45s56 |

Final:
1. Estados Unidos (Jenna Johnson, Carrie Steinseifer, Dara Torres, Nancy Hogshead), 3:43.43
2. Países Baixos (Annemarie Verstappen, Desi Reijers, Elles Voskes, Conny van Bentum), 3:44.40
3. Alemanha Ocidental (Iris Zscherpe, Susanne Schuster, Christiane Pielke, Karin Seick), 3:45.56
4. Austrália (Michelle Pearson, Angela Russell, Anna McVann, Lisa Curry), 3:47.79
5. Canadá (Pamela Rai, Carol Klimpel, Cheryl McArton, Jane Kerr), 3:49.50
6. Reino Unido (June Croft, Nicola Fibbens, Debra Gore, Anabelle Cripps), 3:50.12
7. Suécia (Maria Kardum, Agneta Eriksson, Petra Hilder, Karin Furuhed), 3:51.24
8. França (Caroline Amoric, Sophie Kamoun, Veronique Jardin, Lawrence Bensimon), 3:52.15

### 4x100 metros medley feminino
| Pos. | País                     | Atletas                                                       | Tempo   |
| ---- | ------------------------ | ------------------------------------------------------------- | ------- |
|      | Estados Unidos (USA)     | Theresa Andrews Tracy Caulkins Mary T. Meagher Nancy Hogshead | 4m08s34 |
|      | Alemanha Ocidental (FRG) | Svenja Schlicht Ute Hasse Ina Beyermann Karin Seick           | 4m11s97 |
|      | Canadá (CAN)             | Reema Abdo Anne Ottenbrite Michelle MacPherson Pamela Rai     | 4m12s98 |

Final:
1. Estados Unidos (Theresa Andrews, Tracy Caulkins, Mary T. Meagher, Nancy Hogshead), 4:08.34
2. Alemanha Ocidental (Svenja Schlicht, Ute Hasse, Ina Beyermann, Karin Seick), 4:11.97
3. Canadá (Reema Abdo, Anne Ottenbrite, Michelle MacPherson, Pamela Rai), 4:12.98
4. Reino Unido (Beverley Rose, Jean Hill, Nicola Fibbens, June Croft), 4:14.05
5. Itália (Manuela Carosi, Manuela Dalla Valle, Roberta Lanzarotti, Silvia Persi), 4:17.40
6. Suíça (Eva Gyslin, Patricia Brülhart, Carole Brook, Marie-Therese Armentero), 4:19.02
7. Japão (Naomi Sekido, Hiroko Nagasaki, Naoko Kume, Kaori Yanase), DSQ
8. Suécia (Anna-Karin Eriksson, Eva-Marie Hakansson, Agneta Eriksson, Maria Kardum), DSQ

## Quadro de medalhas da natação
| Ordem | País                   | Medalha de ouro | Medalha de prata | Medalha de bronze | Total |
| ----- | ---------------------- | --------------- | ---------------- | ----------------- | ----- |
| 1     | USA Estados Unidos     | 21              | 13               | 0                 | 34    |
| 2     | CAN Canadá             | 4               | 3                | 3                 | 10    |
| 3     | FRG Alemanha Ocidental | 2               | 3                | 6                 | 11    |
| 4     | NED Países Baixos      | 2               | 1                | 3                 | 6     |
| 5     | AUS Austrália          | 1               | 5                | 6                 | 12    |
| 6     | GBR Grã-Bretanha       | 0               | 1                | 4                 | 5     |
| 7     | FRA França             | 0               | 1                | 1                 | 2     |
| 8     | BRA Brasil             | 0               | 1                | 0                 | 1     |
| 9     | SWE Suécia             | 0               | 0                | 2                 | 2     |
| 10    | BEL Bélgica            | 0               | 0                | 1                 | 1     |
| 10    | ROM Romênia            | 0               | 0                | 1                 | 1     |
| 10    | SUI Suíça              | 0               | 0                | 1                 | 1     |
| 10    | VEN Venezuela          | 0               | 0                | 1                 | 1     |